# Сантьяго Ескерро
Сантьяго Ескерро (ісп. Santiago Ezquerro, нар. 14 грудня 1976, Калаорра) — іспанський футболіст, що грав на позиції нападника за низку іспанських команди, насамперед за «Атлетік Більбао». Загалом провів 278 матчів у Ла-Лізі, забивши 55 голів. Виступав за національну збірну Іспанії.
Переможець Ліги чемпіонів УЄФА. Чемпіон Іспанії. Дворазовий володар Суперкубка Іспанії з футболу.

## Клубна кар'єра
Народився 14 грудня 1976 року в місті Калаорра. Вихованець футбольної школи клубу «Осасуна». Дорослу футбольну кар'єру розпочав 1994 року в основній команді того ж клубу, де провів два сезони, взявши участь у 38 матчах другого іспанського дивізіону. 
1996 року молодого нападника запросив мадридський «Атлетіко». Утім здебільшого новачок грав за «Атлетіко Б», а на початку 1998 року був відданий в оренду до «Мальорки».
Влітку того ж 1998 року перейшов до клубу «Атлетік Більбао», в якому швидко став лідером атак і отримав статус одного з найперспективніших нападників іспанського футболу. Протягом семи сезонів, проведених у Більбао відзначався стабільно якісною грою, хоча й не завжди результативною. А в сезоні 2004/05 до якості гри нарешті додалася й результативність — Ескерро відзначився 19 голами у 47 іграх в усіх турнірах, включаючи хет-трик у ворота льєзького «Стандарда» у грі групового етапу тогорічного Кубка УЄФА.
По завершенні цього сезону саме добіг кінця термін дії контракту гравця з «Атлетіком» і він залишив команду, після чого на правах вільного агента підписав трирічний контракт з «Барселоною». Утім у каталонському клубі нападнику не вдалося пробитися до основного складу і у своєму першому сезоні він додав до свого активу лише 12 матчів у Ла-Лізі, в яких забив два голи. У подальшому його виходи на поле були ще менш регулярними, загалом за три роки взяв участь у 24 матчах і відзначився 3 голами.
Влітку 2008 року, залишивши «Барселону», спробував відновити кар'єру у рідній «Осасуні», яка уклала з ним дворічний контракт. Утім спочатку гравця переслідували травми, а згодом у клубі змінився тренерський штаб, і Ескерро перестав потрапляти не лише до стартового складу, але й до заявок на ігри. Тож вже влітку 2009, провівши на той момент 10 матчів за «Осасуну», 32-річний нападник був змушений залишити команду, а невдовзі й вирішив завершити ігрову кар'єру.

## Виступи за збірні
1996 року провів одну гру у складі молодіжної збірної Іспанії.
А 1998 року провів свій перший і останній офіційний матч за національну збірну Іспанії.

## Титули і досягнення
- Переможець Ліги чемпіонів УЄФА (1):

«Барселона»: 2005-2006
- Чемпіон Іспанії (1):

«Барселона»: 2005-2006
- Володар Суперкубка Іспанії з футболу (2):

«Барселона»: 2005, 2006